# 福岡県道594号女男石野町線
福岡県道594号女男石野町線（ふくおかけんどう594ごう にょだんいしのまちせん）は、福岡県朝倉市から朝倉郡筑前町に至る一般県道である。

## 概要
朝倉市長谷山から朝倉郡筑前町原地蔵に至る。

### 路線データ
- 起点：福岡県朝倉市長谷山（長谷山交差点、国道322号・国道500号交点）
- 終点：福岡県朝倉郡筑前町原地蔵（原地蔵交差点、国道500号交点、福岡県道583号上高橋野町線終点）

## 路線状況

### 重複区間
- 福岡県道・大分県道112号福岡日田線（朝倉郡筑前町依井・依井交差点 - 朝倉郡筑前町新町・新町交差点）

### 道路施設

#### 橋梁
- 奈良橋（草場川、朝倉郡筑前町）

## 地理

### 通過する自治体
- 朝倉市
- 朝倉郡筑前町

### 交差する道路
| 交差する道路                                   | 市町村名 | 市町村名 | 交差する場所 | 交差する場所        |
| ---------------------------------------------- | -------- | -------- | ------------ | ------------------- |
| 国道322号 国道500号                            | 朝倉市   | 朝倉市   | 長谷山       | 長谷山交差点 / 起点 |
| 国道386号                                      | 朝倉郡   | 筑前町   | 弥永         | 弥永交差点          |
| 福岡県道・大分県道112号福岡日田線 重複区間起点 | 朝倉郡   | 筑前町   | 依井         | 依井交差点          |
| 福岡県道77号筑紫野三輪線                       | 朝倉郡   | 筑前町   | 新町         | 依井新町交差点      |
| 福岡県道・大分県道112号福岡日田線 重複区間終点 | 朝倉郡   | 筑前町   | 新町         | 新町交差点          |
| 国道500号 福岡県道583号上高橋野町線            | 朝倉郡   | 筑前町   | 原地蔵       | 原地蔵交差点 / 終点 |

### 交差する鉄道
- 甘木鉄道甘木線

### 沿線
- 歴史の里公園
- 筑前町立三輪小学校
- 筑前町役場
- 甘木鉄道甘木線 大刀洗駅、山隈駅
- ラーメン大陽軒